# Vester Åby
Vester Åby is een plaats in de Deense regio Zuid-Denemarken, gemeente Faaborg-Midtfyn. De plaats telt 819 inwoners (2020). Vester Åby ligt aan de voormalige spoorlijn Svendborg - Faaborg. Het stationsgebouw is bewaard gebleven.
- Library of Congress Control Number: n82212813
- Nationale Bibliotheek van Israël: 987007555253005171
- Virtual International Authority File: 132553647